# Масштаб (роман)
«Масштаб» — фантастический детективный роман Марины и Сергея Дяченко, состоящий из трёх повестей.

## Сюжет
Главные герои романа — представители двух стран: Лео Парсель из страны «лилипутов» Ортленда, Эльза Бауэр из страны великанов Альтагоры. Лео — ростом с палец Эльзы, и общаются они лишь по видеосвязи в мессенждере, так как голос Эльзы может разорвать Лео барабанные перепонки. Он — частный сыщик и герой книги о себе самом, а Эльза — сотрудница сыскной службы Минобороны своей страны. В первой повести Эльза и Лео знакомятся, расследуя причины смерти посла Ортленда в Альтагоре — из-за этой встречи может случиться война между двумя странами, которые и так находятся в натянутых отношениях. Во второй и третьей повести Лео и Эльза расследуют ещё два дела: о массовых похищениях жителей Ортленда и об убийстве, в котором обвиняется брат Эльзы — директор химического концерна.
У Эльзы и Лео возникает симпатия друг к другу и даже, по-видимому, нечто большее. Кончается роман открытым финалом, и читателю остаётся неизвестным, что ждёт впереди Лео и Эльзу, а также их страны.